# Neopseustis bicornuta
Neopseustis bicornuta is een vlinder uit de familie van de Neopseustidae. De wetenschappelijke naam van de soort is voor het eerst geldig gepubliceerd in 1975 door Davis.